# Омутинське
Омути́нське (рос. Омутинское) — село, адміністративний центр Омутинського району Тюменської області, Росія.

## Географія
Розташоване на березі річки Вагай при залізничній станції Омутинська (на лінії Тюмень — Омськ).

## Історія
Засноване в XVII столітті. У XVIII–XIX століттях було важливим центром торгівлі. У 1959-1993 роках — селище міського типу Омутинський.

## Населення
Населення — 9201 особа (2010, 9657 у 2002).
Національний склад станом на 2002 рік:
- росіяни — 93 %